# Салба (Ермаковский район)
Салба — село в Ермаковском районе Красноярского края, административный центр и единственный населенный пункт Салбинского сельсовета. Выделено в 1997 году из Ойского сельсовета.

## География
Село находится примерно в 12 километрах по прямой на восток-юго-восток от районного центра села Ермаковское.

## Климат
Климат резко континентальный с холодной продолжительной зимой и коротким жарким летом. Средняя многолетняя годовая температура воздуха составляет — 2 градуса, наиболее теплым является июль, наиболее холодным — январь. Наблюдаются значительные температурные абсолютные минимумы и максимумы: температура воздуха в декабре может опуститься до −50,4 °С, а в мае подняться до +30 °С.

## История
С середины XIX веке окружающая местность начала заселяться переселенцами из европейской части России. В 1901 году образовалось поселение из семи семей. В советское время работали колхозы имени «Пробуждение тайги» и «Первомай» и, позднее, совхоз.

## Население
| 1989 | 2002 | 2010 | 2012 | 2013 | 2014 | 2015 |
| ---- | ---- | ---- | ---- | ---- | ---- | ---- |
| 539  | ↗734 | ↘624 | ↘615 | ↘584 | ↘575 | ↘571 |
| 2016 | 2017 |      |      |      |      |      |
| ↘562 | ↘542 |      |      |      |      |      |

Постоянное население составляло 734 человек в 2002 году (98 % русские), 624 в 2010, и 505 на 01.01.2022.